# Pseudibis
Pseudibis – rodzaj ptaków z rodziny ibisów (Threskiornithidae).

## Zasięg występowania
Rodzaj obejmuje gatunki występujące w Azji.

## Morfologia
Długość ciała 60–106 cm, rozpiętość skrzydeł 90–115 cm; masa ciała do 3515 g. 

## Systematyka

### Etymologia
- Pseudibis: gr. ψευδος pseudos „fałszywy”; ιβις ibis, ιβιδος ibidos „ibis”[7].
- Inocotis: gr. ινωδης inōdēs „włóknisty, żylasty” (por. ινιον inion „potylica, kark”); -ωτις -ōtis „-uchy”, od ους ous, ωτος ōtos „ucho”[7]. Gatunek typowy: Ibis papillosa Temminck, 1824.
- Graptocephalus: gr. γραπτος graptos „malowany, wyraźny”, od γραφω graphō „pisać”; -κεφαλος -kephalos „-głowy”, od κεφαλη kephalē „głowa”[7]. Gatunek typowy: Geronticus davisoni Hume, 1875.
- Thaumatibis: gr. θαυματος thaumatos „cudowny”, od θαυμα thauma, θαυματος thaumatos „cud, fenomen”; ιβις ibis, ιβιδος ibidos „ibis”[7]. Gatunek typowy: Ibis gigantea Oustalet, 1877.

### Podział systematyczny
Do rodzaju należą następujące gatunki:
- Pseudibis papillosa (Temminck, 1824) – ibis czarny
- Pseudibis davisoni (Hume, 1875) – ibis szarogłowy
- Pseudibis gigantea (Oustalet, 1877) – ibis olbrzymi